# Illuminate (album de Shawn Mendes)
Pour les articles homonymes, voir Illuminate.
Albums de Shawn Mendes
Handwritten
(2015) Live at Madison Square Garden (en)
(2016)
Singles
1. Treat You Better
Sortie : 3 juin 2016
2. Mercy (en)
Sortie : 18 octobre 2016
3. There's Nothing Holdin' Me Back (en)
Sortie : 20 avril 2017

Illuminate est le deuxième album studio du chanteur et compositeur canadien Shawn Mendes. Il a été publié le 23 septembre 2016, via Island Records et Universal Music Group.
Musicalement, c'est un album de pop, de rock et de blues. Il contient les singles Treat You Better (2016), Mercy (en) (2016) et There's Nothing Holdin' Me Back (en) (2017). Ce dernier single ne fait pas partie de la première version de l'album qui a été réédité par la suite avec celle-ci.
La parution de l'album a été suivi d'une tournée, l'Illuminate World Tour (en), qui a débuté en mars 2017.

## Pistes
| Illuminate (version standard) | Illuminate (version standard) | Illuminate (version standard)                                 | Illuminate (version standard)                          | Illuminate (version standard) | Illuminate (version standard) | Illuminate (version standard) | Illuminate (version standard) | Illuminate (version standard) | Illuminate (version standard) |
| No                            | Titre                         | Auteur                                                        | Producteur(s)                                          | Durée                         |                               |                               |                               |                               |                               |
| ----------------------------- | ----------------------------- | ------------------------------------------------------------- | ------------------------------------------------------ | ----------------------------- | ----------------------------- | ----------------------------- | ----------------------------- | ----------------------------- | ----------------------------- |
| 1.                            | Ruin                          | - Mendes - Ido Zmishlany - Harris - Warburton - Zubin Thakkar | Jake Gosling (en)                                      | 4:01                          |                               |                               |                               |                               |                               |
| 2.                            | Mercy                         | - Mendes - Geiger - Danny Parker - Ilsey Juber                | - Gosling - Geiger                                     | 3:28                          |                               |                               |                               |                               |                               |
| 3.                            | Treat You Better              | - Mendes - Geiger - Harris                                    | - Geiger - Dan Romer (en) - DJ « Daylight » Kyriakides | 3:07                          |                               |                               |                               |                               |                               |
| 4.                            | Three Empty Words             | - Mendes - Harris - Warburton                                 | Gosling                                                | 3:19                          |                               |                               |                               |                               |                               |
| 5.                            | Don't Be a Fool               | - Mendes - Harris - Warburton                                 | Gosling                                                | 3:35                          |                               |                               |                               |                               |                               |
| 6.                            | Like This                     | - Mendes - Laleh Pourkarim - Gustaf Thörn                     | Pourkarim                                              | 3:06                          |                               |                               |                               |                               |                               |
| 7.                            | No Promises                   | - Mendes - Harris - Geiger                                    | Geiger                                                 | 2:46                          |                               |                               |                               |                               |                               |
| 8.                            | Lights On                     | - Mendes - Harris - Warburton                                 | Gosling                                                | 3:21                          |                               |                               |                               |                               |                               |
| 9.                            | Honest                        | - Mendes - Harris - Warburton                                 | - Gosling - Harris                                     | 3:19                          |                               |                               |                               |                               |                               |
| 10.                           | Patience                      | - Mendes - Harris - Geiger                                    | Gosling                                                | 2:55                          |                               |                               |                               |                               |                               |
| 11.                           | Bad Reputation                | - Mendes - Harris - Warburton                                 | Gosling                                                | 3:18                          |                               |                               |                               |                               |                               |
| 12.                           | Understand                    | - Mendes - Harris - Geiger - Warburton                        | Gosling                                                | 5:00                          |                               |                               |                               |                               |                               |
| 41:15                         |                               |                                                               |                                                        |                               |                               |                               |                               |                               |                               |